# Сборная Шотландии по футболу (до 19 лет)
Сборная Шотландии по футболу до 19 лет (англ. Scotland national under-19 football team) — национальная сборная команда Шотландии, в составе которой могут выступать футболисты Шотландии в возрасте 19 лет и младше. Управляется и контролируется Шотландской футбольной ассоциацией.

## Чемпионат Европы
Сборная Шотландии по футболу до 19 лет принимает участие в юношеских чемпионатах Европы, которые проводятся ежегодно с 1948 года.
В 1978 году британцы дошли до стадии 1/2 финала чемпионата Европы, где проиграли в серии пенальти Югославии. По пути к полуфиналу «горцы» стали первыми в своей группе квалификационного раунда, опередив Германию и Италию.
Наивысшим достижением шотландцев на этом турнире является победа в 1982 году. В тот год британцы успешно прошли квалификационный раунд, поделив первое место в своей группе с командой Нидерландов. Примечательно, что за бортом турнира остались англичане, которых шотландцы переиграли в очном поединке.
Финальные игры европейского первенства проводились в Финляндии. В полуфинальной встрече «горцы» оказались сильнее Польши — 2:0, а в финальном поединке шотландцы, ведомые Энди Роксбургом и Уолтером Смитом, переиграли сверстников из Чехословакии со счётом 3:1.
В 2006 году молодёжная сборная Шотландии под руководством главного тренера Арчи Геммилла и его ассистента Томми Уилсона стала второй на чемпионате Европы, проводимого в Польше. В финальном поединке британская команда проиграла 1:2 испанцам — у «горцев» отличился Грэм Дорранс, у «красной фурии» «дублем» отметился Альберто Буэно.
«Серебро» европейского первенства автоматически квалифицировало сборную Шотландии на мировой чемпионат 2007 года, проходившего в Канаде. Это означало, что «горцы» примут участие в мундиале, впервые за 20 лет.
В 2007 году шотландцы вновь стали первыми в групповом турнире квалификационного раунда, оставив позади себя Боснию и Герцеговину, Эстонию и Германию. Однако на финальные игры британцы пробиться не смогли, заняв лишь третье место в своей группе в элитном раунде соревнований.
В 2009 году, переиграв на элитном этапе турнира боснийцев и словаков, «горцы» были близки к выходу в финальный этап европейского первенства, но в итоге уступили в решающем поединке сверстникам из Англии со счётом 1:2.
Элитный раунд чемпионата Европы 2010 года опять не дал британцам повода для радости — они вновь заняли третье место в своей группе и не смогли пробиться на финальные игры турнира.

### Участие и итоги
| Год  | Результат              | Год  | Результат                  |
| ---- | ---------------------- | ---- | -------------------------- |
| 1975 | Квалификационный раунд | 1996 | Промежуточный раунд        |
| 1977 | Квалификационный раунд | 1997 | Предварительный раунд      |
| 1978 | полуфинал              | 1998 | Предварительный раунд      |
| 1979 | Второй раунд           | 1999 | Промежуточный раунд        |
| 1980 | Квалификационный раунд | 2000 | Предварительный раунд      |
| 1981 | Второй раунд           | 2001 | Предварительный раунд      |
| 1982 | Чемпионы               | 2002 | Предварительный раунд      |
| 1983 | Второй раунд           | 2003 | 1-й квалификационный раунд |
| 1984 | Второй раунд           | 2004 | 2-й квалификационный раунд |
| 1986 | полуфинал              | 2005 | Элитный раунд              |
| 1988 | Квалификационный раунд | 2006 | 2-е место                  |
| 1989 | Квалификационный раунд | 2007 | Элитный раунд              |
| 1992 | Квалификационный раунд | 2009 | Элитный раунд              |
| 1993 | Предварительный раунд  | 2010 | Элитный раунд              |
| 1994 | Предварительный раунд  | 2011 | Квалификационный раунд     |
| 1995 | Предварительный раунд  |      |                            |

- жирным шрифтом выделено участие в финальной стадии турнира
- 1-й квалификационный раунд и предварительный раунд — одна и та же стадия турнира
- элитный раунд, предварительный раунд и 2-й квалификационный раунд — одна и та же стадия турнира

## Текущий состав
Список футболистов, вызванных главным тренером Билли Старком для участия в матчах против юношеской сборной Германии, который состоялся в августе 2012 года.
|  | Вр  | Филип Андерсон  | 10 марта 1994 (31 год)    | 0 | 0 | Данди Юнайтед     |  |  |
|  | Вр  | Джек Гамильтон  | 22 марта 1994 (31 год)    | 0 | 0 | Харт оф Мидлотиан |  |  |
|  |     |                 |                           |   |   |                   |  |  |
|  | Защ | Росс Гилмор     | 5 июля 1994 (31 год)      | 0 | 0 | Данди Юнайтед     |  |  |
|  | Защ | Джек Гриммер    | 25 января 1994 (31 год)   | 0 | 0 | Фулхэм            |  |  |
|  | Защ | Алекс Дейви     | 24 ноября 1994 (30 лет)   | 0 | 0 | Челси             |  |  |
|  | Защ | Стивен Кингсли  | 23 июля 1994 (31 год)     | 0 | 0 | Фалкирк           |  |  |
|  | Защ | Майкл Миллер    |                           | 0 | 0 | Селтик            |  |  |
|  | Защ | Маркус Фрейзер  | 23 июня 1994 (31 год)     | 3 | 0 | Селтик            |  |  |
|  | Защ | Джо Чалмерс     | 3 января 1994 (31 год)    | 0 | 0 | Селтик            |  |  |
|  |     |                 |                           |   |   |                   |  |  |
|  | ПЗ  | Льюис Маклауд   | 16 июня 1994 (31 год)     | 0 | 0 | Рейнджерс         |  |  |
|  | ПЗ  | Каллум Патерсон | 13 октября 1994 (30 лет)  | 0 | 0 | Харт оф Мидлотиан |  |  |
|  | ПЗ  | Сэм Стэнтон     | 19 апреля 1994 (31 год)   | 0 | 0 | Хиберниан         |  |  |
|  | ПЗ  | Райан Фрейзер   | 24 февраля 1994 (31 год)  | 0 | 0 | Абердин           |  |  |
|  | ПЗ  | Джей Фултон     | 1 апреля 1994 (31 год)    | 0 | 0 | Фалкирк           |  |  |
|  | ПЗ  | Джон Херрон     | 1 февраля 1994 (31 год)   | 0 | 0 | Селтик            |  |  |
|  |     |                 |                           |   |   |                   |  |  |
|  | Нап | Крис Джонстон   | 3 сентября 1994 (30 лет)  | 0 | 0 | Килмарнок         |  |  |
|  | Нап | Мэттью Кеннеди  | 1 ноября 1994 (30 лет)    | 0 | 0 | Килмарнок         |  |  |
|  | Нап | Барри Маккей    | 30 декабря 1994 (30 лет)  | 0 | 0 | Рейнджерс         |  |  |
|  | Нап | Диклан Макманус | 3 августа 1994 (30 лет)   | 0 | 0 | Абердин           |  |  |
|  | Нап | Томас Рейлли    | 15 сентября 1994 (30 лет) | 0 | 0 | Сент-Миррен       |  |  |

- игры/голы приведены по состоянию на 3 августа 2012

## Сыгранные и предстоящие матчи

### Чемпионат Европы по футболу 2013 (до 19 лет)

#### Квалификационный раунд
| Команда   | И | В | Н | П | ГЗ | ГП | РГ | О |
| --------- | - | - | - | - | -- | -- | -- | - |
| Шотландия | 3 | 3 | 0 | 0 | 9  | 3  | +6 | 9 |
| Швейцария | 3 | 1 | 1 | 1 | 8  | 5  | +3 | 4 |
| Румыния   | 3 | 1 | 1 | 1 | 2  | 2  | +0 | 4 |
| Армения   | 3 | 0 | 0 | 3 | 0  | 9  | -9 | 0 |

|           | Флаг Армении | Флаг Румынии | Флаг Швейцарии | Флаг Шотландии |
| --------- | ------------ | ------------ | -------------- | -------------- |
| Армения   |              | 0:1          | 0:4            | 0:4            |
| Румыния   | 1:0          |              | 1:1            | 0:1            |
| Швейцария | 4:0          | 1:1          |                | 3:4            |
| Шотландия | 4:0          | 1:0          | 4:3            |                |

| Шотландия                                            | 4:0      | Армения |
| ---------------------------------------------------- | -------- | ------- |
| Чалмерс 49′ · Кеннеди 56′ · Маккей 66′ · Маклауд 69′ | Протокол |         |

| Шотландия  | 1:0      | Румыния |
| ---------- | -------- | ------- |
| Херрон 43′ | Протокол |         |

| Швейцария                  | 3:4      | Шотландия                         |
| -------------------------- | -------- | --------------------------------- |
| Фрей 18′, 56′ · Корбаз 38′ | Протокол | Чалмерс 15′ · Феруз 52′, 73′, 84′ |